# Autogobierno

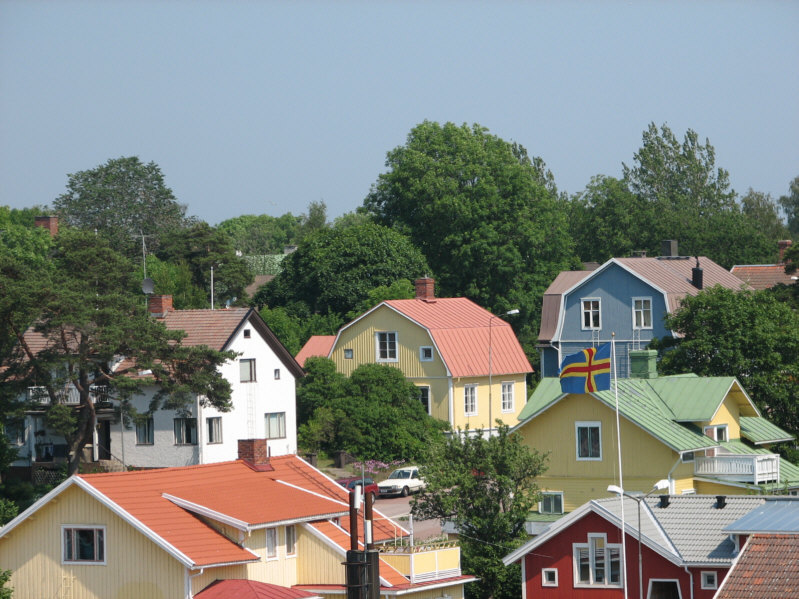
Las Islas Åland son una región autónoma desmilitarizada de Finlandia. Imagen de Mariehamn, la capital de Åland.

El autogobierno es la autonomía de una jurisdicción que se rige a sí misma, y en que ningún poder externo tiene autoridad sobre esta. El autogobierno constituye una forma de soberanía. En Derecho, el autogobierno puede referirse a naciones, ciudades y otras entidades en el derecho público, y a asociaciones en el derecho privado.
En filosofía política, cuando el término autogobierno es usado para referirse a una nación o democracia, suele intercambiarse con el de autodeterminación o soberanía nacional. En cambio, cuando el término se refiere al proyecto político del anarquismo, se refiere al orden legal voluntario de una sociedad sin Estado, basado en la soberanía individual.